# Handebol nos Jogos Pan-Americanos de 2019 - Feminino
O torneio feminino de handebol nos Jogos Pan-Americanos de 2019 foi disputado entre 24 e 30 de julho na Villa Desportiva Nacional, em Lima. Oito equipes participaram do evento.
O Brasil sagrou-se campeão pela sexta vez consecutiva, após bater a Argentina na final, por 30 a 21.

## Medalhistas
|  | BRA Brasil |  | ARG Argentina |  | CUB Cuba |
|  | Adriana Cardoso Ana Paula Rodrigues Bárbara Arenhart Bruna de Paula Deonise Fachinello Eduarda Amorim Elaine Gomes Jaqueline Anastácio Larissa Araújo Mariana Costa Patrícia Matieli Renata Arruda Samara Vieira Tamires Araújo |  | Antonela Mena Camila Bonazzola Elke Karsten Luciana Mendoza Macarena Gandulfo Macarena Sans Malena Cavo Manuela Pizzo Marisol Carratú Micaela Casasola Nadia Bordon Rocío Campigli Rosario Urban Victoria Crivelli |  | Arisleidy Márquez Eyatne Rizo Gleinys Reyes Indiana Cedeño Jennifer A. Toledo Liliamnis Rosabal Lisandra Lussón Lorena Aide Téllez Nahomi Jabique Niurkis Mora Rosa C. Armenteros Schakira Robert Yunisleidy Camejo Yurumy Céspedes |

## Qualificação
Um total de oito equipes se classificaram para competir neste evento, três equipes da América do Sul e cinco da América Central e do Norte. A nação anfitriã, Peru, qualificou-se automaticamente, juntamente com outras sete equipes em vários torneios classificatórios.
Brasil e Argentina protagonizaram a decisão dos Jogos Sul-Americanos de 2018, ambas se classificaram. Nos Jogos Centro-Americanos e do Caribe de 2018, República Dominicana, Porto Rico e Cuba também se classificaram. A seleção dos Estados Unidos venceu o embate contra o Canadá, conquistando uma vaga para o torneio. Este último, por sua vez, garantiu o último lugar ao vencer um torneio classificatório com Chile, México e Guatemala.

### Participantes
| Métodos de qualificação                            | Datas           | Localidade       | Vagas | Qualificados                             |
| -------------------------------------------------- | --------------- | ---------------- | ----- | ---------------------------------------- |
| Anfitrião                                          | —               | —                | 1     | Peru                                     |
| Jogos Sul-Americanos de 2018                       | 27–31 de maio   | Cochabamba       | 2     | Brasil · Argentina                       |
| Jogos Centro-Americanos e do Caribe de 2018        | 20–25 de julho  | Barranquilla     | 3     | República Dominicana · Porto Rico · Cuba |
| Qualificação da zona norte (Canadá-Estados Unidos) | 2–5 de setembro | Auburn Montreal  | 1     | Estados Unidos                           |
| Torneio classificatório                            | 26–28 de março  | Cidade do México | 1     | Canadá                                   |
| Total                                              |                 |                  | 8     |                                          |

## Fase de grupos

### Grupo A
| Pos | Equipe     | Pts | J | V | E | D | GP  | GC | SG  | Classificado              |
| --- | ---------- | --- | - | - | - | - | --- | -- | --- | ------------------------- |
| 1   | Brasil     | 6   | 3 | 3 | 0 | 0 | 110 | 48 | +62 | Semifinais                |
| 2   | Cuba       | 4   | 3 | 2 | 0 | 1 | 75  | 68 | +7  | Semifinais                |
| 3   | Porto Rico | 2   | 3 | 1 | 0 | 2 | 63  | 76 | −13 | Classificação 5º-8º lugar |
| 4   | Canadá     | 0   | 3 | 0 | 0 | 3 | 36  | 92 | −56 | Classificação 5º-8º lugar |

| 24 de julho 13h00min (UTC−5) | Porto Rico | 23 – 9    | Canadá           | Ginásio Centro de Esportes 1, Lima Árbitros: Paolantoni, Garcia |
| 24 de julho 13h00min (UTC−5) | Ceballos 6 | (12 – 4)  | três jogadoras 2 | Ginásio Centro de Esportes 1, Lima Árbitros: Paolantoni, Garcia |
| 24 de julho 13h00min (UTC−5) | 1×         | Relatório | 3× 1×            | Ginásio Centro de Esportes 1, Lima Árbitros: Paolantoni, Garcia |

| 24 de julho 20h30min (UTC−5) | Brasil     | 29 – 20   | Cuba           | Ginásio Centro de Esportes 1, Lima Árbitros: Raluy, Sabroso |
| 24 de julho 20h30min (UTC−5) | de Paula 6 | (13 – 9)  | Rizo, Toledo 4 | Ginásio Centro de Esportes 1, Lima Árbitros: Raluy, Sabroso |
| 24 de julho 20h30min (UTC−5) | 4× 1×      | Relatório | 4× 1×          | Ginásio Centro de Esportes 1, Lima Árbitros: Raluy, Sabroso |

| 25 de julho 15h30min (UTC−5) | Cuba             | 27–24     | Porto Rico | Ginásio Centro de Esportes 1, Lima Árbitros: Lenci, López |
| 25 de julho 15h30min (UTC−5) | três jogadoras 4 | (14–13)   | Ceballos 6 | Ginásio Centro de Esportes 1, Lima Árbitros: Lenci, López |
| 25 de julho 15h30min (UTC−5) | 4×               | Relatório | 3× 2× 1×   | Ginásio Centro de Esportes 1, Lima Árbitros: Lenci, López |

| 25 de julho 20h30min (UTC−5) | Brasil     | 41–12     | Canadá             | Ginásio Centro de Esportes 1, Lima Árbitros: Pineda, Estrada |
| 25 de julho 20h30min (UTC−5) | Cardoso 10 | (20–5)    | quatro jogadoras 2 | Ginásio Centro de Esportes 1, Lima Árbitros: Pineda, Estrada |
| 25 de julho 20h30min (UTC−5) | 1×         | Relatório | 4× 2×              | Ginásio Centro de Esportes 1, Lima Árbitros: Pineda, Estrada |

| 27 de julho 13h00min (UTC−5) | Cuba             | 28–15     | Canadá           | Ginásio Centro de Esportes 1, Lima Árbitros: Paolantoni, Garcia |
| 27 de julho 13h00min (UTC−5) | duas jogadoras 6 | (11–7)    | duas jogadoras 3 | Ginásio Centro de Esportes 1, Lima Árbitros: Paolantoni, Garcia |
| 27 de julho 13h00min (UTC−5) | 4× 3×            | Relatório | 6× 1×            | Ginásio Centro de Esportes 1, Lima Árbitros: Paolantoni, Garcia |

| 27 de julho 18h00min (UTC−5) | Brasil      | 40–16     | Porto Rico       | Ginásio Centro de Esportes 1, Lima Árbitros: Sosa, Lemes |
| 27 de julho 18h00min (UTC−5) | Rodrigues 8 | (20–10)   | duas jogadoras 4 | Ginásio Centro de Esportes 1, Lima Árbitros: Sosa, Lemes |
| 27 de julho 18h00min (UTC−5) | 5× 1×       | Relatório | 3× 1×            | Ginásio Centro de Esportes 1, Lima Árbitros: Sosa, Lemes |

### Grupo B
| Pos | Equipe               | Pts | J | V | E | D | GP  | GC  | SG  | Classificado              |
| --- | -------------------- | --- | - | - | - | - | --- | --- | --- | ------------------------- |
| 1   | Argentina            | 6   | 3 | 3 | 0 | 0 | 105 | 39  | +66 | Semifinais                |
| 2   | Estados Unidos       | 4   | 3 | 2 | 0 | 1 | 70  | 59  | +11 | Semifinais                |
| 3   | República Dominicana | 2   | 3 | 1 | 0 | 2 | 85  | 69  | +16 | Classificação 5º-8º lugar |
| 4   | Peru (H)             | 0   | 3 | 0 | 0 | 3 | 34  | 127 | −93 | Classificação 5º-8º lugar |

| 24 de julho 15h30min (UTC−5) | República Dominicana | 46 – 16   | Peru   | Ginásio Centro de Esportes 1, Lima Árbitros: Pineda, Estrada |
| 24 de julho 15h30min (UTC−5) | Andino 13            | (22 – 7)  | Cruz 8 | Ginásio Centro de Esportes 1, Lima Árbitros: Pineda, Estrada |
| 24 de julho 15h30min (UTC−5) | 5× 1×                | Relatório | 7× 1×  | Ginásio Centro de Esportes 1, Lima Árbitros: Pineda, Estrada |

| 24 de julho 18h00min (UTC−5) | Argentina | 26 – 15   | Estados Unidos     | Ginásio Centro de Esportes 1, Lima Árbitros: Zuñiga, Reyes |
| 24 de julho 18h00min (UTC−5) | Karsten 5 | (13 – 8)  | Andersen, Rhoads 5 | Ginásio Centro de Esportes 1, Lima Árbitros: Zuñiga, Reyes |
| 24 de julho 18h00min (UTC−5) | 3× 1×     | Relatório | 6× 2×              | Ginásio Centro de Esportes 1, Lima Árbitros: Zuñiga, Reyes |

| 25 de julho 13h00min (UTC−5) | Estados Unidos   | 26–22     | República Dominicana | Ginásio Centro de Esportes 1, Lima Árbitros: Pinto, Menezes |
| 25 de julho 13h00min (UTC−5) | duas jogadoras 7 | (11–10)   | três jogadoras 4     | Ginásio Centro de Esportes 1, Lima Árbitros: Pinto, Menezes |
| 25 de julho 13h00min (UTC−5) | 4× 2×            | Relatório | 5× 3×                | Ginásio Centro de Esportes 1, Lima Árbitros: Pinto, Menezes |

| 25 de julho 18h00min (UTC−5) | Peru   | 7–52      | Argentina  | Ginásio Centro de Esportes 1, Lima Árbitros: Sosa, Lemes |
| 25 de julho 18h00min (UTC−5) | Cruz 4 | (2–25)    | Karsten 10 | Ginásio Centro de Esportes 1, Lima Árbitros: Sosa, Lemes |
| 25 de julho 18h00min (UTC−5) | 6× 1×  | Relatório | 1×         | Ginásio Centro de Esportes 1, Lima Árbitros: Sosa, Lemes |

| 27 de julho 15h30min (UTC−5) | Estados Unidos   | 29–11     | Peru             | Ginásio Centro de Esportes 1, Lima Árbitros: Zuñiga, Reyes |
| 27 de julho 15h30min (UTC−5) | duas jogadoras 5 | (16–8)    | duas jogadoras 4 | Ginásio Centro de Esportes 1, Lima Árbitros: Zuñiga, Reyes |
| 27 de julho 15h30min (UTC−5) | 3×               | Relatório | 1×               | Ginásio Centro de Esportes 1, Lima Árbitros: Zuñiga, Reyes |

| 27 de julho 20h30min (UTC−5) | Argentina | 27–17     | República Dominicana | Ginásio Centro de Esportes 1, Lima Árbitros: Pinto, Menezes |
| 27 de julho 20h30min (UTC−5) | Pizzo 6   | (13–6)    | Cabrera 4            | Ginásio Centro de Esportes 1, Lima Árbitros: Pinto, Menezes |
| 27 de julho 20h30min (UTC−5) | 1×        | Relatório | 1×                   | Ginásio Centro de Esportes 1, Lima Árbitros: Pinto, Menezes |

## Classificação do 5º-8º lugar
|  | Preliminares         | Preliminares        |    |                     | Disputa do 5.° lugar | Disputa do 5.° lugar |  |
|  |                      |                     |    |                     |                      |                      |  |
|  | 29 de julho – 12:00  |                     |    |                     |                      |                      |  |
|  | Porto Rico           | 43                  |    |                     |                      |                      |  |
|  | Peru                 | 14                  |    |                     |                      |                      |  |
|  |                      |                     |    |                     |                      |                      |  |
|  |                      |                     |    |                     | 30 de julho – 12:00  |                      |  |
|  |                      |                     |    |                     | República Dominicana | 26                   |  |
|  |                      | Porto Rico          | 24 |                     |                      |                      |  |
|  |                      |                     |    |                     |                      |                      |  |
|  |                      |                     |    |                     |                      |                      |  |
|  |                      |                     |    |                     | Disputa do 7.° lugar |                      |  |
|  | 29 de julho – 10:00  | 29 de julho – 10:00 |    | 30 de julho – 10:00 | 30 de julho – 10:00  |                      |  |
|  | República Dominicana | 24                  |    | Canadá              | 31                   |                      |  |
|  | Canadá               | 23                  |    |                     | Peru                 | 12                   |  |

### Preliminares
| 29 de julho 10h00min (UTC−5) | República Dominicana | 24–23     | Canadá      | Ginásio Centro de Esportes 1, Lima Árbitros: Sosa, Lemes |
| 29 de julho 10h00min (UTC−5) | duas jogadoras 5     | (9–14)    | Benhacine 8 | Ginásio Centro de Esportes 1, Lima Árbitros: Sosa, Lemes |
| 29 de julho 10h00min (UTC−5) | 4× 2× 1×             | Relatório | 3× 2×       | Ginásio Centro de Esportes 1, Lima Árbitros: Sosa, Lemes |

| 29 de julho 12h00min (UTC−5) | Porto Rico | 43–14  | Peru   | Ginásio Centro de Esportes 1, Lima Árbitros: Lenci, Lopez |
| 29 de julho 12h00min (UTC−5) | Fuentes 8  | (24–7) | Cruz 4 | Ginásio Centro de Esportes 1, Lima Árbitros: Lenci, Lopez |
| 29 de julho 12h00min (UTC−5) | Relatório  |        |        | Ginásio Centro de Esportes 1, Lima Árbitros: Lenci, Lopez |

## Fase final
|  | Semifinais          | Semifinais          |    |                     | Medalha de ouro     | Medalha de ouro |  |
|  |                     |                     |    |                     |                     |                 |  |
|  | 29 de julho – 20:30 |                     |    |                     |                     |                 |  |
|  | Brasil              | 34                  |    |                     |                     |                 |  |
|  | Estados Unidos      | 9                   |    |                     |                     |                 |  |
|  |                     |                     |    |                     |                     |                 |  |
|  |                     |                     |    |                     | 30 de julho – 20:30 |                 |  |
|  |                     |                     |    |                     | Argentina           | 21              |  |
|  |                     | Brasil              | 30 |                     |                     |                 |  |
|  |                     |                     |    |                     |                     |                 |  |
|  |                     |                     |    |                     |                     |                 |  |
|  |                     |                     |    |                     | Medalha de bronze   |                 |  |
|  | 29 de julho – 18:00 | 29 de julho – 18:00 |    | 30 de julho – 18:00 | 30 de julho – 18:00 |                 |  |
|  | Argentina           | 31                  |    | Cuba                | 24                  |                 |  |
|  | Cuba                | 21                  |    |                     | Estados Unidos      | 23              |  |

### Semifinais
| 29 de julho 18h00min (UTC−5) | Argentina | 31–21     | Cuba     | Ginásio Centro de Esportes 1, Lima Árbitros: Raluy, Saboso |
| 29 de julho 18h00min (UTC−5) | Karsten 6 | (17–7)    | Rizo 8   | Ginásio Centro de Esportes 1, Lima Árbitros: Raluy, Saboso |
| 29 de julho 18h00min (UTC−5) | 3× 2×     | Relatório | 3× 2× 1× | Ginásio Centro de Esportes 1, Lima Árbitros: Raluy, Saboso |

| 29 de julho 20h30min (UTC−5) | Brasil    | 34–9      | Estados Unidos | Ginásio Centro de Esportes 1, Lima Árbitros: Pineda, Estrada |
| 29 de julho 20h30min (UTC−5) | Cardoso 8 | (15–3)    | Rhoads 5       | Ginásio Centro de Esportes 1, Lima Árbitros: Pineda, Estrada |
| 29 de julho 20h30min (UTC−5) | 2× 1×     | Relatório | 2× 1×          | Ginásio Centro de Esportes 1, Lima Árbitros: Pineda, Estrada |

### Disputa pelo sétimo lugar
| 30 de julho 10h00min (UTC−5) | Canadá     | 31–12     | Peru      | Ginásio Centro de Esportes 1, Lima Árbitros: Pineda, Estrada |
| 30 de julho 10h00min (UTC−5) | Routhier 8 | (17–6)    | Delgado 5 | Ginásio Centro de Esportes 1, Lima Árbitros: Pineda, Estrada |
| 30 de julho 10h00min (UTC−5) | 2× 1×      | Relatório | 2× 1×     | Ginásio Centro de Esportes 1, Lima Árbitros: Pineda, Estrada |

### Disputa pelo quinto lugar
| 30 de julho 12h00min (UTC−5) | República Dominicana | 26–24     | Porto Rico         | Ginásio Centro de Esportes 1, Lima Árbitros: Zuñiga, Reyes |
| 30 de julho 12h00min (UTC−5) | Novas 6              | (13–14)   | quatro jogadoras 4 | Ginásio Centro de Esportes 1, Lima Árbitros: Zuñiga, Reyes |
| 30 de julho 12h00min (UTC−5) | 2× 3×                | Relatório | 1× 2× 1×           | Ginásio Centro de Esportes 1, Lima Árbitros: Zuñiga, Reyes |

### Disputa pelo bronze
| 30 de julho 18h00min (UTC−5) | Cuba   | 24–23     | Estados Unidos | Ginásio Centro de Esportes 1, Lima Árbitros: Paolantoni, García |
| 30 de julho 18h00min (UTC−5) | Rizo 6 | (13–12)   | Andersen 8     | Ginásio Centro de Esportes 1, Lima Árbitros: Paolantoni, García |
| 30 de julho 18h00min (UTC−5) | 4× 2×  | Relatório | 3×             | Ginásio Centro de Esportes 1, Lima Árbitros: Paolantoni, García |

### Disputa pelo ouro
| 30 de julho 20h30min (UTC−5) | Argentina | 21–30     | Brasil                | Ginásio Centro de Esportes 1, Lima Árbitros: Sosa, Lemes |
| 30 de julho 20h30min (UTC−5) | Karsten 4 | (12–12)   | Amorim e Fachinello 5 | Ginásio Centro de Esportes 1, Lima Árbitros: Sosa, Lemes |
| 30 de julho 20h30min (UTC−5) | 1×        | Relatório | 5× 4×                 | Ginásio Centro de Esportes 1, Lima Árbitros: Sosa, Lemes |

| Argentina | Brasil |

## Classificação final
| Pos.              | Equipe               | Campanha | Campanha | Campanha | Campanha | Campanha | Campanha |
| Pos.              | Equipe               | V        | E        | D        | GP       | GC       | SG       |
| ----------------- | -------------------- | -------- | -------- | -------- | -------- | -------- | -------- |
| Medalha de ouro   | Brasil               | 5        | 0        | 0        | 174      | 78       | +96      |
| Medalha de prata  | Argentina            | 4        | 0        | 1        | 157      | 90       | +67      |
| Medalha de bronze | Cuba                 | 3        | 0        | 2        | 120      | 122      | -2       |
| 4                 | Estados Unidos       | 2        | 0        | 3        | 102      | 117      | -15      |
| 5                 | República Dominicana | 3        | 0        | 2        | 135      | 116      | +19      |
| 6                 | Porto Rico           | 2        | 0        | 3        | 130      | 116      | +14      |
| 7                 | Canadá               | 1        | 0        | 4        | 90       | 128      | -38      |
| 8                 | Peru                 | 0        | 0        | 5        | 60       | 201      | -141     |

| Handebol Feminino nos Jogos Pan-Americanos de 2019 · Brasil · Sexto título |

## Estatísticas Individuais

### Artilheiras
| Rank | Atleta                    | Gols | Chutes a Gol | %  |
| ---- | ------------------------- | ---- | ------------ | -- |
| 1    | Elke Karsten              | 28   | 56           | 50 |
| 2    | Adriana Cardoso de Castro | 27   | 36           | 75 |
| 3    | Mariela Andino            | 24   | 32           | 75 |
| 3    | Manuela Pizzo             | 24   | 36           | 67 |
| 3    | Jence Ann Rhoads          | 24   | 40           | 60 |

- Fonte: Lima 2019